# Pobjenik
Pobjenik is een plaats in de gemeente Čazma in de Kroatische provincie Bjelovar-Bilogora. De plaats telt 259 inwoners (2001).